# Howard Karl Kippenberger
Sir Howard Karl Kippenberger KBE, CB, DSO, ED, novozelandski general, * 1897, † 1957.